# Euphyia hedai
Euphyia hedai là một loài bướm đêm trong họ Geometridae.